# Jevdokia Rjaboesjkina
Jevdokia Pavlovna Rjaboesjkina (Russisch: Евдокия Павловна Рябушкина) (Moskou, 1 augustus 1913) was een basketbalspeler van het nationale damesteam van de Sovjet-Unie. Ze werd Meester in de sport van de Sovjet-Unie in 1950.

## Carrière
Rjaboesjkina speelde sinds 1929 voor Koechmistrova Moskou. In 1936 verhuisde ze naar Lokomotiv Moskou en werd vijf keer tweede om het Landskampioenschap van de Sovjet-Unie in 1937, 1939, 1940, 1944 en 1949. Ook werd ze vier keer derde om het landskampioenschap van de Sovjet-Unie in 1947, 1948, 1950 en 1951. Als speler voor het nationale team van de Sovjet-Unie won ze goud op het Europees kampioenschap in 1950.

## Privé
Jevdokia had twee zussen die ook in het nationale team van de Sovjet-Unie speelden. Jevgenia Rjaboesjkina en Vera Rjaboesjkina. Op de Europese kampioenschappen in 1950 speelde ze alle drie voor de Sovjet-Unie.

## Erelijst
- Landskampioen Sovjet-Unie:
  - Tweede: 1937, 1939, 1940, 1944, 1949
  - Derde: 1947, 1948, 1950, 1951
- Europees Kampioenschap: 1
  - Goud: 1950